# Frasin (Suceava)
Frasin (letteralmente frassino) è una città della Romania di 6 591 abitanti, ubicata nel distretto di Suceava, nella regione storica della Bucovina. La cittadina è famosa per il commercio di legname.
Fanno parte dell'area amministrativa anche le località di Bucşoaia, Doroteia e Plutoniţa.
Frasin ha ottenuto lo status di città nel 2004.